# Йордан Леов
Йордан Леов (на македонска литературна норма: Јордан Леов) е разказвач, романист и автор на драми от Република Македония.

## Биография
Роден е на 29 август 1920 година във Велес, тогава в Кралството на сърби, хървати и словенци. Завършва Юридическия факултет на Белградския университет. Участва в комунистическата съпротива във Вардарска Македония. Работи като заместник на главния прокурор на Република Македония. Член е на Дружеството на писателите на Македония от 1952 година. Умира на 20 септември 1998 година в Скопие.